# Tom Starke
Tom Peter Starke, född 18 mars 1981, är en tysk före detta fotbollsmålvakt som senast spelade för Bayern München.

## Meriter
Bayern München
- Bundesliga: 2012/2013, 2013/2014, 2014/2015, 2015/2016, 2016/2017, 2017/2018
- DFB-Pokal: 2012/2013, 2013/2014, 2015/2016
- DFL-Supercup: 2012, 2016
- Uefa Champions League: 2012/2013
- Uefa Super Cup: 2013
- VM för klubblag: 2013